# L'esperienza americana
L'esperienza americana (An American Summer) è un film del 1991, diretto da James Slocum.
Il film è in parte ispirato al romanzo Le avventure di Tom Sawyer di Mark Twain.

## Trama
Tom Travis è un ragazzo adolescente che viene inviato dai genitori a passare l'estate dalla zia Sunny. Nonostante sia inizialmente contrario alla cosa, Tom accetta il suo destino rassegnato. Ma ben presto le cose prenderanno una piega inaspettata e, insieme al giovane surfista Finn appena conosciuto, vivrà una serie di straordinarie avventure.